# Gymnobisium octoflagellatum
Gymnobisium octoflagellatum är en spindeldjursart som beskrevs av Beier 1947. Gymnobisium octoflagellatum ingår i släktet Gymnobisium och familjen Gymnobisiidae. Inga underarter finns listade i Catalogue of Life.